# Gråspætte
Gråspætten (Picus canus) er en spætte i ordenen af spættefugle. Denne spætteart lever i det eurasiske område. Den lever ikke i Danmark men findes fx i Norge og Sverige.